# Gigantă albastră

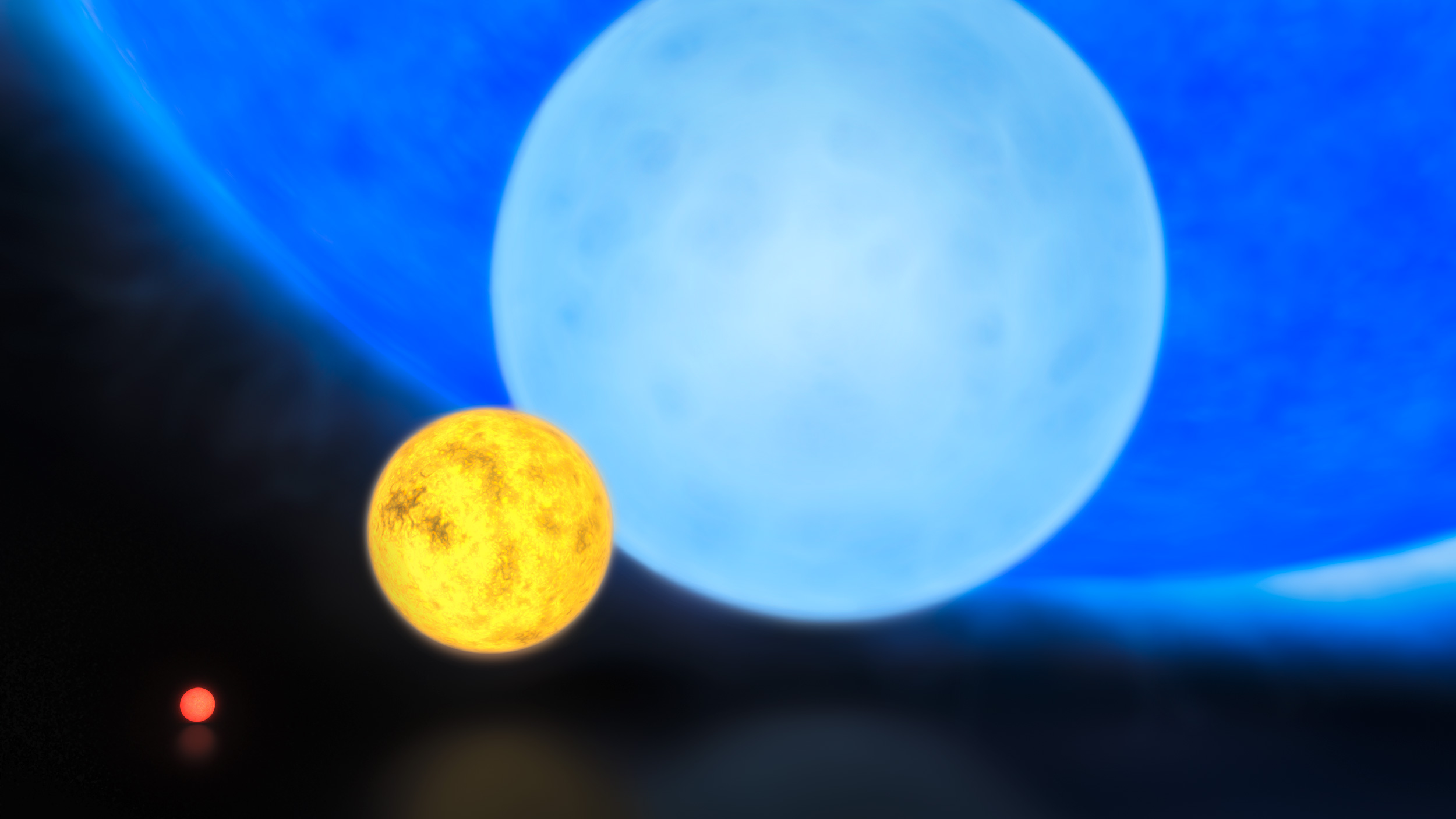
De la stânga la dreapta: o pitică roșie, Soarele (pitică galbenă), o pitică albastră, și o gigantă albastră R136a1. R136a1 nu este cea mai mare stea cunoscută, în termeni de volum; acest titlu îi aparține hipergigantei VY Canis Majoris.

În astronomie, o  gigantă albastră este o stea foarte caldă, foarte strălucitoare și foarte masivă (peste 18 mase solare), de culoare albastră și de tip spectral O sau B.
În diagrama Hertzsprung-Russell, gigantele albastre se găsesc în colțul superior stâng din cauza luminozității și culorii lor.

## Descriere și evoluție
Sunt, în general, stele din Secvența Principală care își ard hidrogenul. Totuși, masa lor este suficientă pentru a le permite să înceapă combustia heliului, odată cea a hidrogenului fiind încheiată. Foarte rapid, steaua va trece la combustia carbonului, apoi la cea a oxigenului. Va avea atunci constituit un nucleu de fier, element prea stabil pentru a fi posibilă combustia sa, oricare ar fi masa stelei. Echilibrul menținut în stea de reacțiile termonucleare fiind subit rupt, ea va exploda într-o gigatică supernovă.
Gigantele albastre  sunt extrem de luminoase, de magnitudine absolută -5, -6 sau chiar mai mică.
Temperatura lor de 20.000 K sau mai mare este suficient de ridicată pentru ca o parte neneglijabilă din energia pe care o emit să fie în domeniul ultravioletului, prin urmare invizibilă ochilor noștri.
Majoritatea stelelor din acest tip se găsesc în asociații O-B, mari grupe de stele tinere.
Prin faptul că au masă ridicată, durata de viață a acestor stele este foarte scurtă, de ordinul a 10 până la 100 de milioane de ani.
Teoriile actuale prezic că cea mai mare parte dintre ele vor sfârși în supernove.
Unele din stelele cele mai strălucitoare vizibile pe cer sunt gigante albastre; de exemplu Beta Orionis (Rigel) și Alpha Cygni (Deneb), însă în ansamblu, din cauza scurtei lor durate de viață, gigantele albastre sunt destul de rare.